# 아라초등학교 (경남)
아라초등학교는 대한민국 경상남도 함안군 가야읍에 있는 공립 초등학교이다.

## 학교 연혁
- 1962. 03. 21. 가야국민학교 아라분교장 인가
- 1964. 03. 05. 아라국민학교 개교
- 1974. 03. 01. 특수학급 인가
- 1984. 06. 20. 아라초등학교 병설유치원 개원
- 1984. 07. 02. 탁구부 창단
- 2004. 02. 29. 아라초등학교 병설유치원 폐원
- 2006. 06. 17. 전국소년체전 탁구 금메달 3회(‘98,‘99.‘06)
- 2008. 09. 01. 인조잔디 운동장 조성
- 2009. 02. 18. 영어체험실 개관
- 2009. 03. 01. 도지정 디지털교과서연구학교 운영(2년간)
- 2011. 03. 01. 학력향상형 창의경영학교 운영
- 2012. 03. 01. 교육부요청·도지정 스마트교육연구학교 운영(2년간)
- 2013. 12. 19. 경상남도 학교평가 최우수 수상
- 2014. 03. 01. 제20대 제현용 교장 취임
- 2014. 12. 20. 경남 교육과정 우수학교 선정
- 2015. 02. 17. 제 50회 졸업장 수여식(졸업생 수 5,640명)

## 참고 자료
- 아라초등학교 - 한국교육학술정보원 학교알리미